# Auraiya
Auraiya (o Etawah) è una suddivisione dell'India, classificata come municipal board, di 64.598 abitanti, capoluogo del distretto di Auraiya, nello stato federato dell'Uttar Pradesh. In base al numero di abitanti la città rientra nella classe II (da 50.000 a 99.999 persone).

## Geografia fisica
La città è situata a 26° 28' 0 N e 79° 31' 0 E e ha un'altitudine di 136 m s.l.m..

## Società

### Evoluzione demografica
Al censimento del 2001 la popolazione di Auraiya assommava a 64.598 persone, delle quali 34.137 maschi e 30.461 femmine. I bambini di età inferiore o uguale ai sei anni assommavano a 9.577, dei quali 5.021 maschi e 4.556 femmine. Infine, coloro che erano in grado di saper almeno leggere e scrivere erano 45.989, dei quali 25.873 maschi e 20.116 femmine.